# Rally Cataluña de 2008
El Rally Cataluña de 2008, oficialmente 44è Rally RACC Catalunya – Costa Daurada (Rallye de España), fue la edición 44.ª y la decimosegunda ronda de la temporada 2008 del Campeonato Mundial de Rally. Se celebró del 2 al 5 de octubre y contó con dieciocho tramos de asfalto sumando un total de 353,62 km cronometrados. El ganador fue Sébastien Loeb acompañado en el podio por su compañero de equipo Dani Sordo que lograron entre ambos el tercer doblete para Citroën en la temporada. Tercero fue el piloto de Ford, Mikko Hirvonen con el Ford Focus WRC. En la categoría junior venció Martin Prokop con un Citroën C2 S1600.

## Itinerario y ganadores
| Día            | Tramo | Hora  | Nombre                          | Distancia | Ganador        | Tiempo  | Vel. media | Líder rally    |
| -------------- | ----- | ----- | ------------------------------- | --------- | -------------- | ------- | ---------- | -------------- |
| Día 1 (3 oct.) | SS1   | 08:16 | La Mussara 1                    | 20,48 km  | Sébastien Loeb | 11:17.3 | 108,9 km/h | Sébastien Loeb |
| Día 1 (3 oct.) | SS2   | 10:04 | Querol 1                        | 21,26 km  | Sébastien Loeb | 11:13.2 | 113,7 km/h | Sébastien Loeb |
| Día 1 (3 oct.) | SS3   | 10:47 | El Montmell 1                   | 24,14 km  | Sébastien Loeb | 12:39.0 | 114,5 km/h | Sébastien Loeb |
| Día 1 (3 oct.) | SS4   | 13:58 | La Mussara 2                    | 20,48 km  | Sébastien Loeb | 11:14.0 | 109,4 km/h | Sébastien Loeb |
| Día 1 (3 oct.) | SS5   | 15:46 | Querol 2                        | 21,26 km  | Sébastien Loeb | 11:15.0 | 113,4 km/h | Sébastien Loeb |
| Día 1 (3 oct.) | SS6   | 16:24 | El Montmell 2                   | 24,14 km  | Sébastien Loeb | 12:33.0 | 115,4 km/h | Sébastien Loeb |
| Día 2 (4 oct.) | SS7   | 08:44 | El Priorat / La Ribera d'Ebre 1 | 38,27 km  | Sébastien Loeb | 21:30.9 | 106,7 km/h | Sébastien Loeb |
| Día 2 (4 oct.) | SS8.  | 09:57 | Les Garrigues 1                 | 8,60 km   | Sébastien Loeb | 5:02.7  | 102,3 km/h | Sébastien Loeb |
| Día 2 (4 oct.) | SS9   | 10:28 | La Llena 1                      | 17,12 km  | Sébastien Loeb | 9:35.6  | 107,1 km/h | Sébastien Loeb |
| Día 2 (4 oct.) | SS10  | 13:47 | El Priorat / La Ribera d'Ebre 2 | 38,27 km  | Mikko Hirvonen | 21:39.3 | 106,0 km/h | Sébastien Loeb |
| Día 2 (4 oct.) | SS11  | 15:00 | Les Garrigues 2                 | 8,60 km   | Sébastien Loeb | 5:04.8  | 101,6 km/h | Sébastien Loeb |
| Día 2 (4 oct.) | SS12  | 15:31 | La Llena 2                      | 17,12 km  | François Duval | 9:49.6  | 104,5 km/h | Sébastien Loeb |
| Día 3 (5 oct.) | SS13  | 08:05 | Riudecanyes 1                   | 16,32 km  | François Duval | 10:32.8 | 92,8 km/h  | Sébastien Loeb |
| Día 3 (5 oct.) | SS14  | 09:06 | Santa Marina 1                  | 26,51 km  | Sébastien Loeb | 15:49.1 | 100,6 km/h | Sébastien Loeb |
| Día 3 (5 oct.) | SS15  | 10:02 | La Serra d'Almos 1              | 4,11 km   | Daniel Sordo   | 2:37.3  | 94,1 km/h  | Sébastien Loeb |
| Día 3 (5 oct.) | SS16  | 12:01 | Riudecanyes 2                   | 16,32 km  | Mikko Hirvonen | 10:32.7 | 92,9 km/h  | Sébastien Loeb |
| Día 3 (5 oct.) | SS17  | 13:02 | Santa Marina 2                  | 26,51 km  | Mikko Hirvonen | 15:53.9 | 100,0 km/h | Sébastien Loeb |
| Día 3 (5 oct.) | SS18  | 13:58 | La Serra d'Almos 2              | 4,11 km   | Mikko Hirvonen | 2:39.9  | 92,5 km/h  | Sébastien Loeb |

## Clasificación final

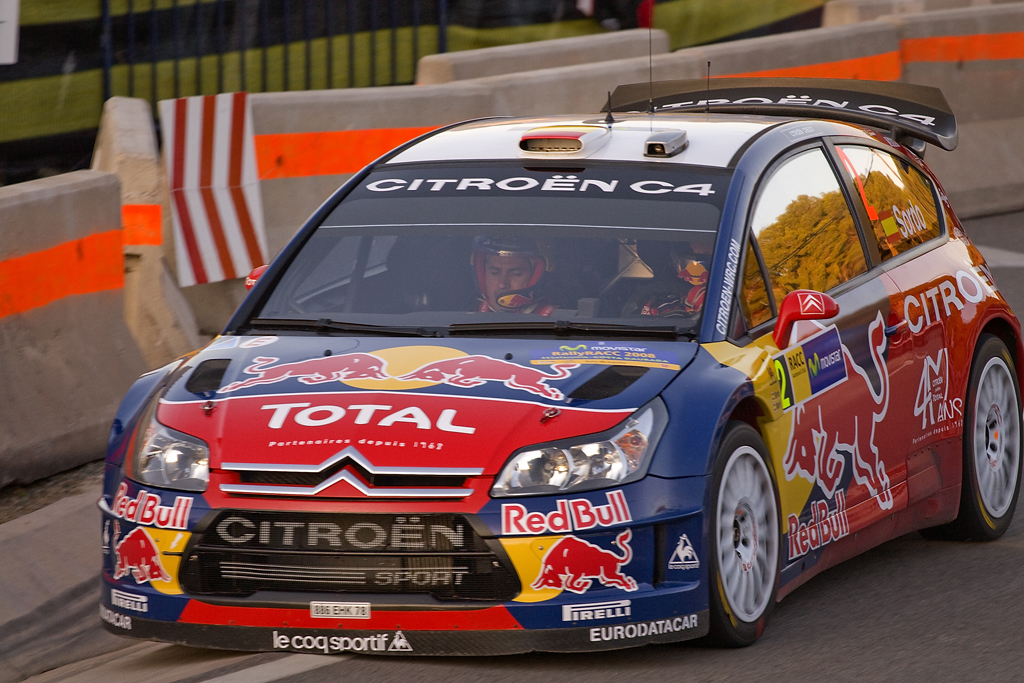
Dani Sordo con el Citroën C4 WRC logró el doblete para la marca francesa y su quinto podio del año.

| Pos.     | Piloto             | Copiloto            | Automóvil               | Tiempo    | Diferencia | Puntos |
| WRC      | WRC                | WRC                 | WRC                     | WRC       | WRC        | WRC    |
| -------- | ------------------ | ------------------- | ----------------------- | --------- | ---------- | ------ |
| 1.       | Sébastien Loeb     | Daniel Elena        | Citroën C4 WRC          | 3:21:17.4 | 0.0        | 10     |
| 2.       | Dani Sordo         | Marc Marti          | Citroën C4 WRC          | 3:21:42.3 | +24.9      | 8      |
| 3.       | Mikko Hirvonen     | Jarmo Lehtinen      | Ford Focus RS WRC 07    | 3:22:19.9 | +1:02.5    | 6      |
| 4.       | François Duval     | Patrick Pivato      | Ford Focus RS WRC 07    | 3:22:28.2 | +1:10.8    | 5      |
| 5.       | Petter Solberg     | Phil Mills          | Subaru Impreza WRC 2008 | 3:24:44.8 | +3:27.4    | 4      |
| 6.       | Jari-Matti Latvala | Miikka Antilla      | Ford Focus RS WRC 07    | 3:25:21.2 | +4:03.8    | 3      |
| 7.       | Chris Atkinson     | Stéphane Prévot     | Subaru Impreza WRC 2008 | 3:25:22.3 | +4:04.9    | 2      |
| 8.       | Andreas Mikkelsen  | Ola Floene          | Ford Focus RS WRC 07    | 3:26:37.0 | +5:19.6    | 1      |
| JWRC     |                    |                     |                         |           |            |        |
| 1. (16.) | Martin Prokop      | Jan Tománek         | Citroën C2 S1600        | 3:41:25.0 | 0.0        | 10     |
| 2. (17.) | Alessandro Bettega | Simone Scattolin    | Renault Clio R3         | 3:41:49.6 | +24.6      | 8      |
| 3. (20.) | Aaron Burkart      | Michael Kölbach     | Citroën C2 S1600        | 3:42:29.5 | +1:04.5    | 6      |
| 4. (22.) | Shaun Gallagher    | Paul Kiely          | Citroën C2              | 3:43:41.7 | +2:16.7    | 5      |
| 5. (23.) | Patrik Sandell     | Emil Axelsson       | Renault Clio S1600      | 3:46:05.0 | +4:40.0    | 4      |
| 6. (24.) | Jaan Mölder        | Frederic Miclotte   | Suzuki Swift S1600      | 3:47:14.1 | +5:49.1    | 3      |
| 7. (25.) | Stefano Albertini  | Piercarlo Capolongo | Renault Clio 16V        | 3:49:34.1 | +8:09.1    | 2      |
| 8. (28.) | Simone Bertolotti  | Daniele Vernuccio   | Renault Clio Sport      | 3:51:03.3 | +9:38.3    | 1      |

## Campeonato
- Clasificación del campeonato tras el Rally de Cataluña:[3]

| Pos | Piloto               | MON  | SWE  | MEX  | ARG  | JOR  | ITA  | GRC  | TUR  | FIN  | GER  | NZL  | ESP  | FRA | JPN | GBR | Pts |
| --- | -------------------- | ---- | ---- | ---- | ---- | ---- | ---- | ---- | ---- | ---- | ---- | ---- | ---- | --- | --- | --- | --- |
| 1   | Sébastien Loeb       | 1    | Ret. | 1    | 1    | 10   | 1    | 1    | 3    | 1    | 1    | 1    | 1    |     |     |     | 96  |
| 2   | Mikko Hirvonen       | 2    | 2    | 4    | 5    | 1    | 2    | 3    | 1    | 2    | 4    | 3    | 3    |     |     |     | 84  |
| 3   | Dani Sordo           | 11   | 6    | 17   | 3    | 2    | 5    | 5    | 4    | 4    | 2    | 2    | 2    |     |     |     | 59  |
| 4   | Chris Atkinson       | 3    | 21   | 2    | 2    | 3    | 6    | Ret. | 13   | 3    | 6    | Ret. | 7    |     |     |     | 42  |
| 5   | Jari-Matti Latvala   | 12   | 1    | 3    | 15   | 7    | 3    | 7    | 2    | 39   | 9    | Ret. | 6    |     |     |     | 37  |
| 6   | Petter Solberg       | 5    | 4    | 12   | Ret. | Ret. | 10   | 2    | 6    | 6    | 5    | 4    | 5    |     |     |     | 36  |
| 7   | Henning Solberg      | 9    | 13   | 5    | Ret. | 4    | 7    | 8    | 5    | 5    | 7    | 9    | 11   |     |     |     | 22  |
| 8   | Gigi Galli           | 6    | 3    | Ret. | 7    | 8    | 4    | Ret. | Ret. | Ret. | Ret. |      |      |     |     |     | 17  |
| 9   | François Duval       | 4    |      |      |      |      |      |      |      |      | 3    | Ret. | 4    |     |     |     | 16  |
| 10  | Matthew Wilson       | 10   | Ret. | 6    | Ret. | 5    | 12   | 6    | 7    | 9    | 12   | 17   | 9    |     |     |     | 12  |
| 11  | Urmo Aava            |      | 18   |      |      | Ret. | 8    | 4    | Ret. | 16   | 8    | 5    | 35   |     |     |     | 11  |
| 12  | Federico Villagra    |      |      | 7    | 6    | 6    | 14   | 13   | 9    | Ret. |      | 8    | 12   |     |     |     | 9   |
| 13  | Conrad Rautenbach    | Ret. | 16   | 16   | 4    | 26   | 13   | 10   | 8    | 10   | 10   | Ret. | Ret. |     |     |     | 6   |
| 14  | Andreas Mikkelsen    |      | 5    |      |      |      | Ret. |      | 19   | 12   | 11   |      | 8    |     |     |     | 5   |
| 15  | Toni Gardemeister    | Ret. | 7    | Ret. | Ret. | Ret. | Ret. | 9    | Ret. | 8    | 10   | 7    | 13   |     |     |     | 5   |
| 16  | Per-Gunnar Andersson | 8    | Ret. | Ret. | 24   | Ret. | 9    | 11   | Ret. | Ret. | 15   | 6    | 32   |     |     |     | 4   |
| 17  | Jean-Marie Cuoq      | 7    |      |      |      |      |      |      |      |      |      |      |      |     |     |     | 2   |
| 17  | Matti Rantanen       |      |      |      |      |      |      |      |      | 7    |      |      |      |     |     |     | 2   |
| 19  | Juho Hänninen        |      | 8    |      |      |      |      | 21   |      | 13   |      | 14   | 29   |     |     |     | 1   |
| 19  | Sébastien Ogier      |      |      | 8    |      | 11   | 22   |      |      | 36   | 19   |      | Ret. |     |     |     | 1   |
| 19  | Andreas Aigner       |      | 31   |      | 8    |      |      | 14   | 11   | Ret. |      | Ret. |      |     |     |     | 1   |